# La mulatta delle colonie
La mulatta delle colonie (in francese: Femme des colonies, in origine La capresse des colonies; in inglese: Woman from the French Colonies) è una scultura di Charles Cordier, realizzata nel 1861. L'opera si trova al museo d'Orsay di Parigi.

## Storia
Nel 1861, il busto venne esposto al Salone e venne acquistato dalla casa di Napoleone III e venne iscritto nell'inventario del demanio privato fino al 1870, nella collezione dell'imperatore. Dal 1870, venne assegnato al museo del Lussemburgo, poi venne trasferito al museo del Louvre nel 1920. Dal 1986, venne trasferito nel museo d'Orsay, dove ormai l'opera si chiama Femme des colonies. Esiste anche un altro esemplare della scultura: si trova al Museo d'Arte Metropolitana novaiorchese, negli Stati Uniti d'America. In quest'ultimo museo il busto forma una coppia con l'Ebrea di Algeri, un'altra opera di Charles Cordier.

## Descrizione

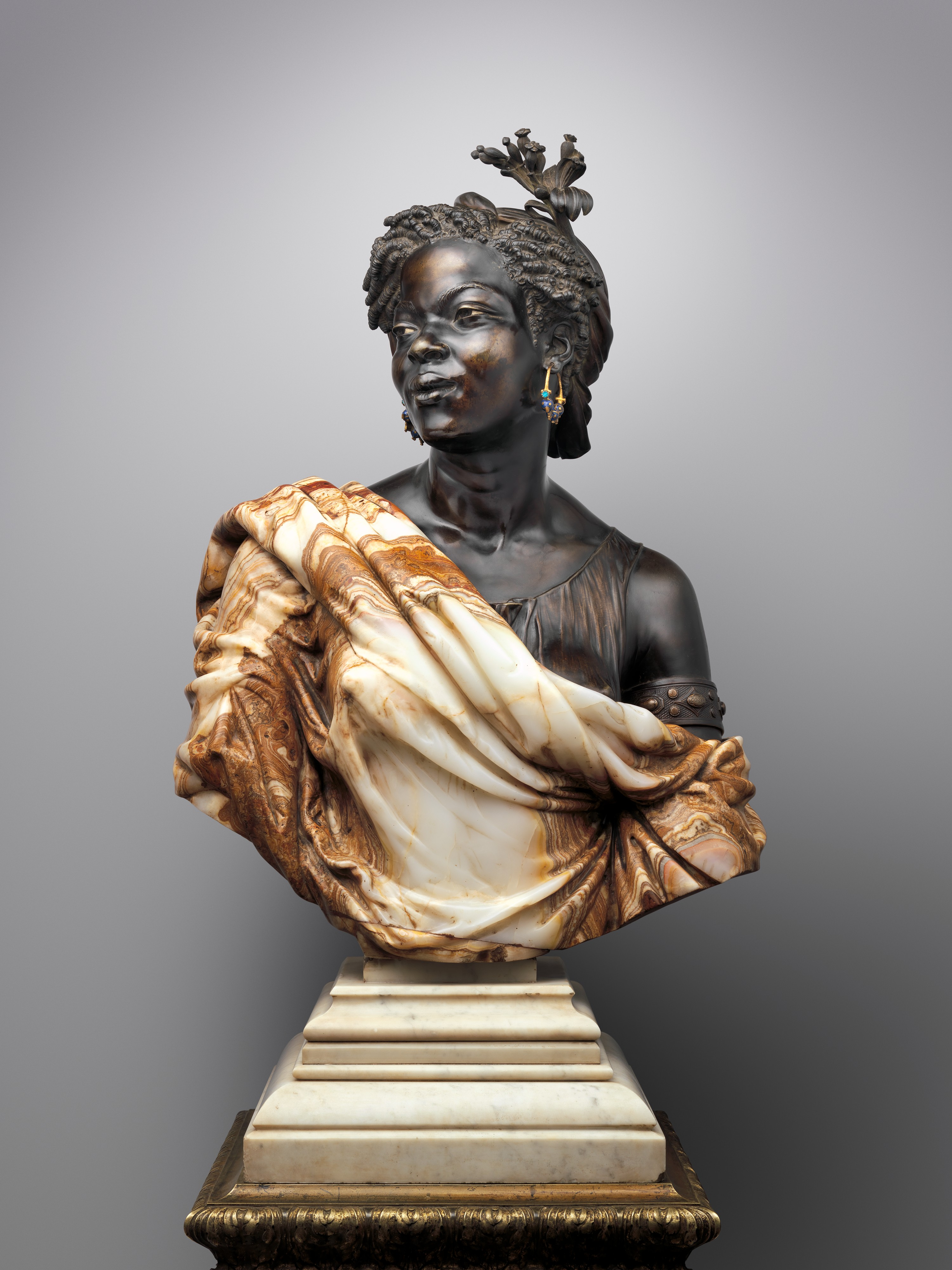
La versione nuovaiorchese.

Si tratta di un busto di onice e di bronzo patinato. Il suo piedistallo è dorato ed è in marmo rosa. La statua policroma venne realizzata negli anni successivi all'abolizione della schiavitù nel secondo Impero francese, un avvenimento che ispirò molto Cordier per la realizzazione delle sue opere. La veste in onice contrasta con la pelle nerissima del bronzo. La donna della versione neoeboracense porta alle orecchie degli orecchini d'oro e smalto. I capelli ricci e corti sono coperti sulla sommità della testa da un piccolo turbante sul quale è inserito un fiore. Il volto all'insù e leggermente sorridente della mulatta contrasta con quello dell'Ebrea di Algeri, che ha la testa abbassata e uno sguardo serio.
Il titolo originale dell'opera includeva il termine francese capresse, che indica la figlia di un nero e di un mulatto. Come altre opere ritraenti dei soggetti africani nel museo d'Orsay (incluso il Negro del Sudan dello stesso Cordier) nel XXI secolo si decise di rinominarla per evitare che il titolo contenesse dei vocaboli ritenuti offensivi.